# Onorio Cengarle
Onorio Cengarle (Codroipo, 8 maggio 1923 – Vicenza, 18 giugno 2007) è stato un politico e sindacalista italiano.

## Biografia
Nato a Codroipo, nella seconda guerra mondiale è inquadrato nel battaglione "Val Leogra" degli Alpini d'Arresto in Grecia, l'8 settembre 1943, si rifiuta di aderire alla RSI e viene fatto prigioniero ed internato in Germania a Berlino, dove resta fino all'8 maggio 1945. Come tutti i deportati italiani, si arrangia come può per rientrare in Italia.

### Dopoguerra
Rientrato in Italia si è impegnato nel sindacato prima in Friuli, assieme all'amico Mario Toros, dove venne eletto segretario generale della Libera Cgil di Udine. Dal 1950 aderisce alla CISL e il segretario nazionale Giulio Pastore lo invia prima a Mantova e nel 1951 a Vicenza dove in sostanza fonda il sindacato, qui trova una situazione difficile sia da un punto di vista economico sia di rapporti con la CGIL.
Nel 1958 viene eletto deputato della Democrazia Cristiana e mantiene tale carica per due legislature, con diversi incarichi di sottosegretario ai trasporti e aviazione civile, al lavoro e alla difesa e presidente della commissione lavoro, emigrazione e previdenza sociale.
Collabora attivamente anche con la CGIL, per far entrare capitale pubblico in quelle che al tempo sono le aziende più importanti del territorio, Lanerossi nell'Eni nel 1962, SMIT in Nuovo Pignone nel 1964, Le Acque Recoaro nella Ente autonomo per la gestione delle aziende termali (EAGAT), la Pelizzari nell'Iri nel 1970.
Eletto senatore nelle file della DC il 19 maggio 1968, mantiene tale incarico fino al 1º luglio del 1987. Nel 1972 ha rivestito la carica di sottosegretario al Ministero dei Trasporti e dell'Aviazione civile con il Governo Colombo prima e Andreotti poi; nel Ministero del Lavoro e della Previdenza Sociale durante il Governo Rumor e infine nel Ministero della Difesa durante il quarto e il quinto Governo Moro. Ha retto pure la presidenza della Commissione Lavoro, Previdenza sociale ed Emigrazione.
All'interno della Democrazia Cristiana non militò nella corrente più forte del vicentino, ossia i rumoriani di Mariano Rumor, ma con Forze Nuove di Carlo Donat-Cattin.
Uno degli impegni per i quali si batté fu il riconoscimento da parte dello stato italiano lo status di deportati per gli italiani deportati dopo l'8 settembre 1943 in Germania per questo è stato anche presidente dell'Associazione ex internati.
Morì il 18 giugno 2007 all'età di 84 anni.